# آقای لازار
آقای لازار (فرانسوی: Monsieur Lazhar‎) فیلمی کانادایی در سبک درام و کمدی به کارگردانی فیلیپه فالاردیو است که در سال ۲۰۱۱ منتشر شد. از بازیگران آن می‌توان به سوفی نیلیس اشاره کرد.
- | آقای لازار      | آقای لازار                                                                                                                                                                                                                   |
| --------------- | --- |
|                 | |
| کارگردان        | فیلیپه فالاردیو |
| تهیه‌کننده       | Luc Déry |
| فیلمنامه‌نویس    | Chenelière]] |
| داستان          | Évelyne de la Chenelière |
| بازیگران        | محمد فلاق سوفی نیلیس Émilien Néron Danielle Proulx Brigitte Poupart Évelyne de la Chenelière André Robitaille Daniel Gadouas Francine Ruel Louis Champagne Marie Charlebois Stéphane Demers Bachir Bensaddek Hélène Grégoire |
| موسیقی          | Martin Léon, Sherya Ghoshal |
| فیلم‌بردار       | Ronald Plante |
| تدوین‌گر         | Stéphane Lafleur |
| شرکت تولید      | Microscope Productions Les Films Seville Pictures |
| توزیع‌کننده      | Music Box Films Christal Films Arsenal Filmverleih Agora Films UGC International Seville Pictures A Contracorriente Films Thim Film Europafilm Distribution Company                                                          |
| تاریخ‌های انتشار | - ۸ اوت ۲۰۱۱ (جشنواره فیلم لوکارنو) - ۱۱ سپتامبر ۲۰۱۱ (TIFF) |
| مدت زمان        | ۹۴ دقیقه |
| کشور            | کانادا |
| زبان            | فرانسوی |
| فروش گیشه       | $۶٫۶ میلیون |

بشیر لازار»، پناهندۀ الجزایریدر کشور کانادا است که پس از فوت «مارتین» معلم کلاس ششمی‌ها به‌عنوان معلم جایگزین او در مدرسه‌ای در «مونترال» انتخاب می‌شود. بشیر باوجود نداشتن اقامت دائم و سوابق آموزشی برای استخدام در مدرسه اقدام می‌کند و درنهایت تعجب در شرایطی که مدارک کافی را ندارد توسط مدیر مدرسه استخدام می‌شود. او به‌محض ورودش در کلاس متوجه غم از دست دادن معلم قبلی‌شان در بین بچه‌ها شده؛ علاوه بر آن او با سیستم آموزشی در کانادا آشنا نبوده و به روش خود کلاس را اداره می‌کند که همین موضوع باعث احضارهای مداوم او از سوی هیئت‌علمی مدرسه می‌شود. بشیر مرد مهربان و خوش‌اخلاقی است که هیچ‌کس ازآنچه به او گذشته باخبر نیست، سرنوشت غم‌انگیز او و فقدان‌های زندگی‌اش باعث شده؛ تا او بتواند قوی شود و موقعیت خود را حفظ کند، بشیر کم‌کم با بچه‌ها ارتباط می‌گیرد و متوجه می‌شود، آن‌ها در عین اینکه کودکانی آرام و مؤدب هستند؛ ولی به نظر از یک خشونت پنهان از سوی والدینشان رنج می‌برند. در این زمان تحقیقات مدرسه دربارۀ هویت و اطلاعات ناکافی بشیر کامل شده و...
فیلم سینمایی «آقای لازار» Monsieur Lazhar برای مخاطب نوجوان تولیدشده است. این فیلم برندۀ 30 جایزه در جشنواره‌های معتبر جهانی ازجمله Academy Awards, USA, CPH PIX, Hamburg Film Festival, Hong Kong International Film Festival, Jutra Awards شده و همچنین نامزد دریافت 16 جایزۀ دیگر شده است.